# Mac IG
Die Macintosh Interessen-Gemeinschaft kurz Mac IG ist die Dachorganisation einzelner Apple-Macintosh-Benutzergruppen im deutschsprachigen Raum.
Mac IGs gibt es in diversen Städten in Deutschland, Österreich und der Schweiz und werden den "MUG" = Macintosh User Group zugeordnet.
Die einzelnen Gruppen sind keine eingetragenen Vereine, sondern zwanglose Treffen von Macintosh-Anwender(inne)n und interessierten Gästen. Die Treffen finden in der Regel in Gaststätten, Universitäten oder Vereinsheimen statt.
Die Mac IGs stehen allen Benutzern und Liebhabern von Apple-Computern offen, egal ob es sich um Heimanwender oder Profis handelt.
Die lokalen Gruppen wenden sich gezielt gegen jede Form der Vereinsmeierei und bieten kostenlos Hilfe, Kaufberatung, veranstalten Vorträge, organisieren Treffen und private Kontakte und führen Mac-Flohmärkte durch.
Gäste und Interessierte sind bei den regelmäßigen Zusammenkünften (in der Regel monatlich) jederzeit gerne gesehen...